# Interpol (álbum)
Interpol es el cuarto álbum de estudio de la banda neoyorkina de rock Interpol, puesto a la venta el 7 de septiembre de 2010 bajo Matador Records. El álbum fue grabado en los Electric Lady Studios en Greenwich Village. EL tema «Lights» fue publicado como una descarga gratuita a través del sitio web de la banda, originalmente en mayo de 2010 con un vídeo de acompañamiento lanzado en junio de 2010 por Charlie White. El bajista Carlos Dengler abandonó la banda poco después de la finalización del álbum. El primer sencillo «Barricade», se publicó en agosto de 2010.

## Grabación
La grabación comenzó en la primavera de 2009, en los Electric Lady Studios de Nueva York. Se mezcló con Alan Moulder en Assault and Battery en Londres. La banda había anunciado que estaba escribiendo nuevas canciones en marzo de ese mismo año.[cita requerida] Este álbum homónimo se anunció como una vuelta al sonido de sus comienzos. Según el baterista Sam Fogarino, en parte de debe al sonido de la guitarra de Daniel Kessler, que redescubrió tocando en solitario durante un año. Por otro lado, cuenta con un sonido orquestal que lo distingue de trabajos anteriores de la banda.[cita requerida]

## Recepción Crítica
La recepción de Interpol fue mixta. AnyDecentMusic? le concedió una calificación de 6,3 basado en 33 comentarios. Victoria Segal de Q galardonó al álbum con cuatro de cinco estrellas, afirmando que "la voz de Paul Banks te llama la atención como una mano que te toma por atrás del cuello mientras te refrescan con las texturas sutiles de las dramáticas guitarras" y concluyó diciendo que "para una banda que se especializan en la oscuridad, su tacto es agraciadamente luminoso".
Chris Coplan de Consequence of Sound elogió la "rica narrativa" y "la brillante estimulación existente en toda la grabación" y lo describió como "una historia que se construye a partir de un emocionalmente resistente semi-alegría al principio [...] pasando a un espeluznante, taciturno y siniestro final".
Iann Robinson de CraveOnline describió el álbum como "épico, triste, música desastrosamente emocional que está escrita para explotar los sentimientos de melancolía y desesperación" y advirtió que "con tanta música pop dedicada a los falsos sentimientos de amor o de rabietas infantiles, es bueno escuchar una banda explorando ideas más profundas".
Simon Vozick-Levinson de Entertainment Weekly consideró que en 'Interpol' "Los riffs [...] son los más grandes, los ritmos más ágiles, y las melodías más memorablemente temperamentales que han tenido en años" y afirmó que "los fans caducados pueden ser sorprendidos al encontrarse recordando por qué les gustaba esta banda en primer lugar".
Rob Sheffield de Rolling Stone lo llamó "un regreso sorprendentemente sólido" y elogió la guitarra de Daniel Kessler describiéndola como "la esencia del pretencioso post-punk romántico".
En una primera reseña pista por pista del álbum, Paul Stokes de NME escribió que la banda es "tan atmosférica y oscuro como lo fue en su debut, y aún más retorcida, y —como demuestran las trompetas— orquestal".
Boles Benjamin de NOW le dio al álbum tres estrellas de cinco, diciendo que la banda no suena "exactamente ecléctico en el estado de ánimo, sonido o tempo incluso" y observando que "los mejores momentos llegan cuando se apartan de su marca cianotipo "wall-of-reverb". Concluyó diciendo que "es un mejor álbum que el pasado, y los fanes acérrimos deben estar satisfechos, pero no va a conseguir tener al resto [...] muy emocionado".
Josh Modell de Spin lo encontró "más aburrido que hipnótico". Opinó que "trata de ensamblar los rascacielos, pero termina confundiendo y sin una base sólida" y advierte que Interpol suena "un tanto extrañamente distante y a la vez demasiado familiar, como una banda tratando de recordar quiénes son".
James Reed del Boston Globe dijo que la mayoría de las canciones tienen "espacio para divagar, pero nada parecido a un núcleo" y lo llamó "embriagador y desorientador". Greg Kot, del Chicago Tribune describió al álbum como "pedazos de música prometedora sin bases sólidas" y afirmó que aunque "la banda suene fantástica", el álbum no ofrece "más de una o dos canciones verdaderamente memorables".
Hasta la fecha, el álbum ha vendido alrededor de 400.000 copias en todo el mundo.

## Lista de canciones
- Todas las canciones escritas por Interpol.

| N.º   | Título                          | Escritor(es) | Duración |  |
| 1.    | «Success»                       |              | 3:28     |  |
| 2.    | «Memory Serves»                 |              | 5:03     |  |
| 3.    | «Summer Well»                   |              | 4:03     |  |
| 4.    | «Lights»                        |              | 5:38     |  |
| 5.    | «Barricade»                     |              | 4:11     |  |
| 6.    | «Always Malaise (The Man I Am)» |              | 4:15     |  |
| 7.    | «Safe Without»                  |              | 4:41     |  |
| 8.    | «Try It On»                     |              | 3:42     |  |
| 9.    | «All Of The Ways»               |              | 5:18     |  |
| 10.   | «The Undoing»                   |              | 5:18     |  |
| 45:53 |                                 |              |          |  |

## Músicos
Interpol
- Paul Banks – Voz y Guitarra rítmica
- Daniel Kessler – Guitarra líder, Piano
- Carlos Dengler – Bajo y Teclado
- Sam Fogarino – Batería y Percusión

### Adicionales
- Alan Moulder – Mezclador
- Claudius Mittendorfer – Ingeniero
- Greg Calbi – Ingeniero de Masterización